# Finał Pucharu Polski w piłce nożnej 2011
Finał Pucharu Polski w piłce nożnej 2011 – mecz piłkarski kończący rozgrywki Pucharu Polski 2010/2011 oraz mający na celu wyłonienie triumfatora tych rozgrywek, który został rozegrany 3 maja 2011 roku na Stadionie im. Zdzisława Krzyszkowiaka w Bydgoszczy, pomiędzy Lechem Poznań a Legią Warszawa. Trofeum po raz 14. wywalczyła Legia Warszawa, która uzyskała tym samym prawo gry w kwalifikacjach Ligi Europy 2011/2012.

## Droga do finału
| Lech Poznań | Lech Poznań                | Lech Poznań | Runda       | Legia Warszawa | Legia Warszawa | Legia Warszawa |
| Data        | Przeciwnik                 | Wynik       | Runda       | Data           | Przeciwnik     | Wynik          |
| ----------- | -------------------------- | ----------- | ----------- | -------------- | -------------- | -------------- |
| 21.09.2010  | GKS Tychy                  | 1:0         | 1/16 finału | 21.09.2010     | Pogoń Szczecin | 1:0            |
| 27.10.2010  | Cracovia Kraków            | 4:1         | 1/8 finału  | 26.10.2010     | Śląsk Wrocław  | 2:1            |
| 20.02.2011  | Polonia Warszawa           | 0:1         | Ćwierćfinał | 01.03.2011     | Ruch Chorzów   | 1:1            |
| 02.03.2011  | Polonia Warszawa           | 2:1         | Ćwierćfinał | 15.03.2011     | Ruch Chorzów   | 2:0            |
| 05.04.2011  | Podbeskidzie Bielsko-Biała | 1:1         | Półfinał    | 06.04.2011     | Lechia Gdańsk  | 1:0            |
| 19.04.2011  | Podbeskidzie Bielsko-Biała | 3:2         | Półfinał    | 20.04.2011     | Lechia Gdańsk  | 4:0            |

## Tło
W finale rozgrywek zmierzyły się ze sobą dwa czołowe polskie kluby: Lech Poznań i Legia Warszawa. Dla obu klubów mecz był szansą na powetowanie sobie niepowodzenia w ekstraklasie 2010/2011.

## Mecz

### Przebieg meczu
Mecz odbył się 3 maja 2011 roku o godz. 18:30 na Stadionie im. Zdzisława Krzyszkowiaka w Bydgoszczy. Sędzią głównym spotkania był Paweł Gil. Pierwsza połowa należała do drużyny Kolejorza, która tworzyła wiele ofensywnych akcji oraz była częściej przy posiadaniu piłki. Już w 3. minucie padł w tym meczu pierwszy strzał na bramkę, lecz Artjoms Rudņevs uderzył niecelnie. Później idealne okazje do zdobycia mieli m.in.: Jakub Wilk, Siergiej Kriwiec z Lecha Poznań oraz Iñaki Astiz z Legii Warszawa.
W 29. minucie bardzo efektownym strzałem popisał się Dimitrije Injac, który nie dał szans interweniującemu bramkarzowi drużyny przeciwnej, Wojciechowi Skabie, zdobywając tym samym gola na 1:0. W 32. minucie obrońca drużyny Wojskowych, Jakub Wawrzyniak uderzył głową obok bramki po centrze z rzutu rożnego Macieja Rybusa, a w 39. minucie drużyna Kolejorza mogła podwyższyć wynik, gdy na pole karne wbiegł Rafał Murawski i znalazł się w sytuacji sam na sam, jednak Wojciech Skaba obronił jego strzał, któremu skutecznie przeszkadzał Dickson Choto.
Druga połowa zdecydowanie należała do drużyny Wojskowych, choć na jej początku lepiej prezentowała się drużyna przeciwników, gdyż okazję na zdobycie gola mieli Rafał Murawski i Artjoms Rudņevs. W 66. minucie drużyna Wojskowych wyrównała, po tym jak Manú oddał strzał z pola karnego, natomiast piłka odbiła się od nogi Grzegorza Wojtkowiaka oraz przelobowała bramkarza Krzysztofa Kotorowskiego. W 71. minucie mogła wyjść na prowadzenie, jednak niepilnowany Jakub Rzeźniczak niepotrzebnie podjął próbę podania do Michala Hubníka, tym samym piłka została wybita przez Huberta Wołąkiewicza. W ostatnich minutach regulaminowego czasu gry okazję do zdobycia gola mieli Manú i Michal Hubník z drużyny Wojskowych oraz wprowadzony za Jakuba Wilka Jacek Kiełb z drużyny Kolejorza.
Ponieważ regulaminowy czas gry nie przyniósł rozstrzygnięcia, konieczna była dogrywka, która również nie przyniosła rozstrzygnięcia, w związku z czym konieczne było rozegranie serii rzutów karnych, w której lepsza okazała się drużyna Wojskowych, która wszystkie swoje próby wykonała bezbłędnie, a decydującą próbę wykonał Jakub Rzeźniczak.

### Szczegóły meczu
| 3 maja 2011 18:30 CEST                                 | Lech Poznań · Injac 29' | 1:1 k. 4:51:0Raport                                      | Legia Warszawa · Manú 66' | Stadion im. Zdzisława Krzyszkowiaka, Bydgoszcz Widzów: 16 500 Sędzia: Paweł Gil (Lublin) |
|                                                        |                         |                                                          |                           |                                                                                          |
|                                                        |                         | Rzuty karne                                              |                           |                                                                                          |
| Bosacki · Štilić · Rudņevs · Mikołajczak · Wołąkiewicz |                         | Cabral · Komorowski · Vrdoljak · Rzeźniczak · Wawrzyniak |                           |                                                                                          |

| Lech Poznań:     |    |                      |              |      |
|                  |    |                      |              |      |
| BR               | 27 | Krzysztof Kotorowski |              |      |
| OB               | 22 | Grzegorz Wojtkowiak  | Żółta kartka |      |
| OB               | 19 | Bartosz Bosacki      | Żółta kartka |      |
| OB               | 20 | Hubert Wołąkiewicz   |              |      |
| OB               | 25 | Luis Henríquez       |              |      |
| PO               | 10 | Siergiej Kriwiec     |              | 103' |
| PO               | 21 | Dimitrije Injac      | Żółta kartka | 69'  |
| PO               | 3  | Ivan Đurđević        | Żółta kartka |      |
| PO               | 11 | Rafał Murawski       |              |      |
| PO               | 7  | Jakub Wilk           | Żółta kartka | 75'  |
| NA               | 16 | Artjoms Rudņevs      | Żółta kartka |      |
| Rezerwowi:       |    |                      |              |      |
| BR               | 30 | Jasmin Burić         |              |      |
| OB               | 2  | Seweryn Gancarczyk   |              |      |
| PO               | 8  | Jacek Kiełb          |              | 75'  |
| PO               | 14 | Semir Štilić         |              | 69'  |
| PO               | 32 | Mateusz Możdżeń      |              |      |
| NA               | 18 | Bartosz Ślusarski    |              |      |
| NA               | 26 | Tomasz Mikołajczak   |              | 103' |
| Trener:          |    |                      |              |      |
| José Mari Bakero |    |                      |              |      |

| Legia Warszawa: |    |                   |              |     |
|                 |    |                   |              |     |
| BR              | 84 | Wojciech Skaba    |              |     |
| OB              | 25 | Jakub Rzeźniczak  | Żółta kartka |     |
| OB              | 4  | Dickson Choto     |              | 76' |
| OB              | 15 | Iñaki Astiz       |              | 46' |
| OB              | 14 | Jakub Wawrzyniak  | Żółta kartka |     |
| PO              | 9  | Manú              |              |     |
| PO              | 16 | Ariel Borysiuk    |              |     |
| PO              | 21 | Ivica Vrdoljak    | Żółta kartka |     |
| PO              | 32 | Miroslav Radović  |              |     |
| PO              | 31 | Maciej Rybus      |              | 59' |
| NA              | 7  | Michal Hubník     | Żółta kartka |     |
| Rezerwowi:      |    |                   |              |     |
| BR              | 1  | Marijan Antolović |              |     |
| OB              | 2  | Artur Jędrzejczyk |              |     |
| OB              | 17 | Marcin Komorowski |              | 46' |
| OB              | 30 | Michał Żyro       |              |     |
| PO              | 5  | Janusz Gol        |              |     |
| PO              | 27 | Alejandro Cabral  |              | 76' |
| NA              | 18 | Michał Kucharczyk |              | 59' |
| Trener:         |    |                   |              |     |
| Maciej Skorża   |    |                   |              |     |

| Puchar Polski w piłce nożnej 2010/2011 Zwycięzcy |
| ------------------------------------------------ |
| Legia Warszawa 14. Tytuł                         |

## Po meczu
Prosto po zakończeniu na boisko wbiegli kibice obu klubów, wszczynając awanturę (doszło do napaści na montażystę z telewizji TVN). Po tych wydarzeniach premier Donald Tusk zarządził zamknięcie stadionów obu klubów, co nie spodobało się wielu grupom najzagorzalszych kibiców w całej Polsce, które przez długi czas wykrzykiwały na stadionach niecenzuralne słowa pod adresem szefa rządu.